# Francesco Furini
Francesco Furini (Florença, entre 1600 e 1603) – Florença, 19 de agosto, de 1646) foi um pintor florentino da época do Barroco. Foi um artista peculiar, pois produziu quadros de um atrevido erotismo mesmo após ter sido ordenado sacerdote.

## Biografia
De família pobre e numerosa, era filho de um pintor de retratos, Filippo Furini, conhecido como Pippo Sciamerone. Francesco aprendeu com ele os rudimentos da arte, para depois completar a sua formação com Matteo Rosselli e Domenico Passignano, embora também tenha tido influência de Giovanni Biliverti.
Grande admirador da escultura clássica, que tinha podido estudar nas coleções dos Medici de Florença, visitou Roma em 1619, e aí conheceu o tenebrismo de Caravaggio e seus seguidores. Entre eles parece que teve uma especial relação com Bartolomeo Manfredi e com Giovanni da San Giovanni.
Em 1623 colaborou na finalização dos frescos do Palazzo Bentivoglio (hoje Pallavicini-Rospigliosi), encarregados pelo cardeal Guido Bentivoglio, e talvez também tenha participado nas pinturas murais inferiores da abside da igreja de SS Quattro Coronati, em Roma (1623-1624).
A sua primeira obra assinada é uma Crucificação de São Bartolomeu (1623, Todi, igreja de San Bartolomeo). Com quarenta anos, tornou-se pároco de Sant’Ansano em Mugello.
Uma das suas obras-primas é o conjunto mural em frescos do Palácio Pitti de Florença (1639-42), onde pintou, por encomenda de Fernando II de Médici, dois grandes lunetos com A Academia Platónica de Careggi e Alegoria da Morte de Lourenço, o Magnífico. Ambos os murais parecem um desafio de Furini face a Pietro da Cortona, que trabalhava no mesmo edifício nessa altura, e na realidade saem do estilo habitual de Furini.

## Valoração crítica
A obra deste pintor reflete a tensão entre o maneirismo de Florença, já um tanto conservador, e as novidades do barroco. Abordou temas bíblicos e mitológicos com um sfumato de grande efeito. Apresenta certos paralelismos com Guido Reni.
O crítico Sydney Freedberg descreveu o estilo de Furini como «cheio de uma sensualidade mórbida». As suas figuras femininas frequentemente nuas contrastam com o seu sentimentalismo religioso. Críticos da época, como Filippo Baldinucci, repreenderam-no, e Baldinucci chegou a afirmar que Furini mandou destruir os seus quadros de nus após a sua morte; no entanto, o único facto provado é que continuou a pintar após ordenar-se sacerdote.
Exemplos disso são Lot e as suas filhas (Museo del Prado) e duas pinturas pertencentes à Casa de Alba: Alegoria da Verdade (Palacio de Liria, Madrid) e A criação de Eva (Palácio de las Dueñas, Sevilha).